# Émile Digneffe
Pour les articles homonymes, voir Digneffe.
Émile Digneffe, né à Liège le 20 décembre 1858 et mort à Liège le 16 juin 1937, est un avocat, industriel et homme d'État belge libéral. Il a été bourgmestre de Liège et président du Sénat belge.

## Biographie
Émile Edouard Charles Louis Digneffe est le fils d'Émile Digneffe, négociant de souche brabançonne, et d'Éléonore Collignon. Le 2 juin 1887, il épouse à Liège Valérie Dupont, fille d'Émile Dupont, député libéral à la Chambre des représentants et ministre d'État.
Il fait des études secondaires à l'Athénée de Liège et universitaires à l'Université de Liège. Il obtient le diplôme de docteur en droit. 
En 1882, il s'inscrit au barreau de Liège et devient avocat auprès de la Cour d'appel de Liège. Il exercera peu ce métier compte tenu de ses activités politiques, associatives et industrielles.
Il se lance dans une carrière politique en particulier au niveau de la ville de Liège. En 1887, il est élu conseiller communal de Liège. Il restera conseiller communal de Liège pendant près de 40 ans. En 1895, il est nommé échevin de l'Instruction publique, poste dont il démissionne un an plus tard à la suite du rejet d'un projet de réorganisation de l'enseignement communal. Il est bourgmestre de Liège de 1921 au 1er janvier 1928, période pendant laquelle il s'implique dans les travaux d'urbanisation de la ville de Liège. 
Parallèlement, il s'implique dans des initiatives culturelles. De 1890 à 1900, il est président de la chorale des « Disciples de Grétry ». Il était également président de la section liégeoise de l'Association pour la culture et l'extension de la langue française. Il est un des promoteurs, comme président du comité exécutif, de l'exposition universelle de Liège de 1905 et de l'exposition internationale de Liège de 1930.
Pendant la Première Guerre mondiale, il est président de l'intercommunale du ravitaillement de la province de Liège et défend Liège face aux multiples réquisitions de l'occupant allemand. En représailles, il est arrêté en juin 1917 et déporté en Allemagne. Il y reste incarcéré jusqu'à l'Armistice en novembre 1918. 
Après la Première Guerre mondiale, il est nommé commissaire du gouvernement belge dans les territoires rhénans au cours de la période d'occupation de la Rhénanie.
Le 16 novembre 1919, il est élu sénateur libéral de l'arrondissement de Liège, mandat qu'il accomplit jusqu'en 1936. Le 27 décembre 1932, il est élu président du Sénat belge jusqu'en 1934. Il a défendu avec ardeur les droits de la Wallonie.
En 1936, il se retire de la politique tout en poursuivant ses activités industrielles. Il était président du conseil d'administration et administrateur de nombreuses sociétés industrielles et financières dont la société John Cockerill.
Le 16 juin 1937, il décède des suites d'une longue maladie dans sa ville natale et est inhumé dans le Cimetière de Robermont à Liège.

## Notice
L'Encyclopédie du Mouvement wallon lui consacre une notice importante en son tome I.

## Hommage et distinctions

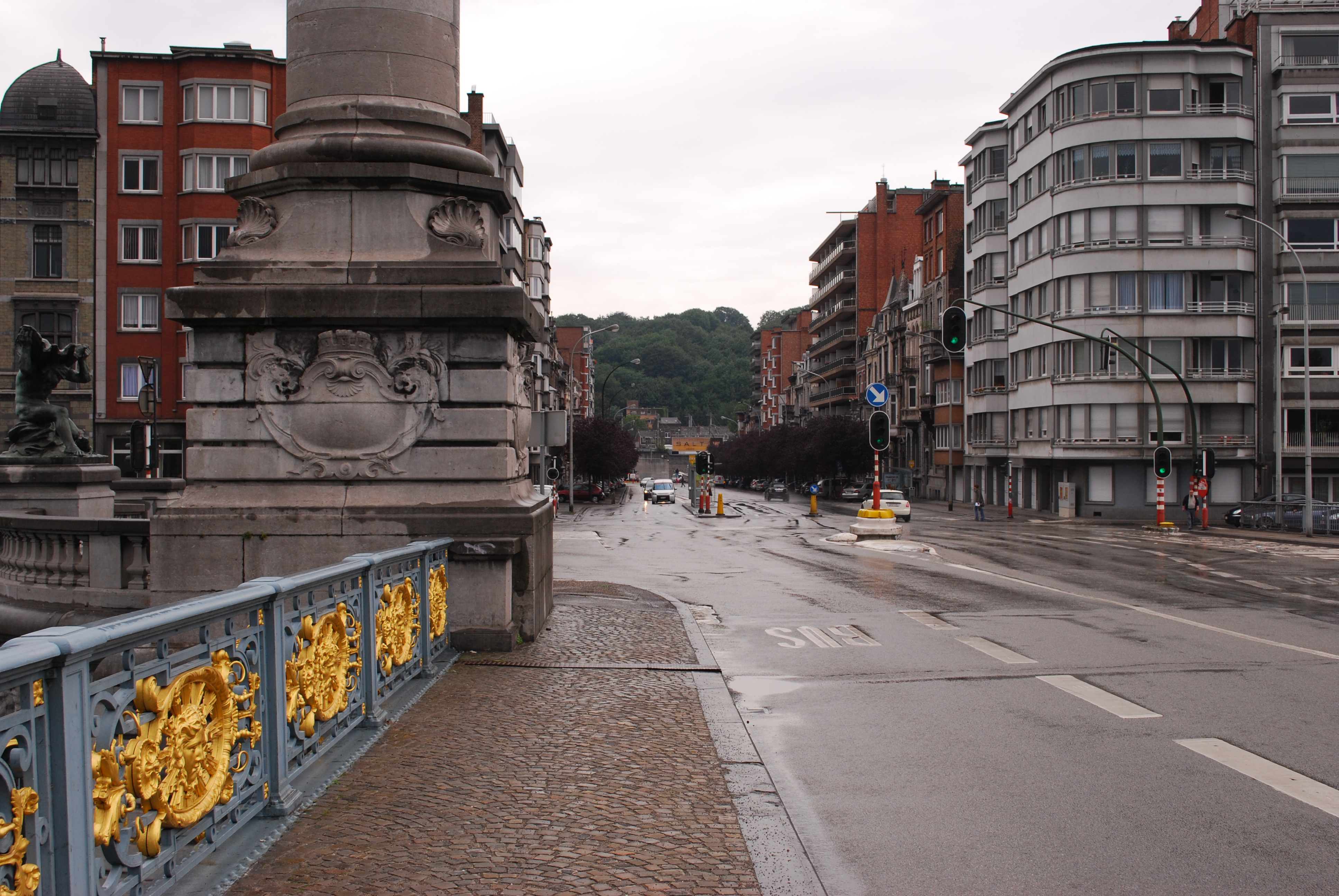
L'avenue Émile Digneffe à Liège

Depuis 1937, l'avenue Émile Digneffe porte son nom, entre le pont de Fragnée et la place du Général Leman.
Les distinctions suivantes lui ont été décernées :
- Grand-croix de l'ordre de la Couronne ;
- Grand officier de l'ordre de Léopold ;
- Grand-croix de la Légion d'honneur ;
- Grand cordon de l'ordre de la Couronne d'Italie ;
- Grand officier de l'ordre de la Couronne de chêne ;
- Commandeur de l'ordre d'Orange-Nassau.